# Жерар Кравчик
Жера́р Кравчи́к (фр. Gérard Krawczyk; нар. 17 травня 1953, Париж) — французький кінорежисер польського походження (його дідусь і бабуся були родом з Ченстохови).

## Біографія
Народився 17 травня 1953 року в Париж, Франція.

## Визнання
У січні 2016 року був нагороджений французьким орденом Мистецтв та літератури (кавалер).

## Фільмографія
- Homocide by Night (1984)
- Je hais les acteurs (1986)
- L'été en pente douce (1987)
- Таксі 2 (2000)
- Васабі (2001)
- Таксі 3 (2003)
- Фанфан-тюльпан (2003)
- Наше божевільне життя (2005)
- Таксі 4 (2007)
- Червоний готель (2007)

## Громадська позиція
У 2018 підтримав звернення Асоціації режисерів Франції на захист ув'язненого у Росії українського режисера Олега Сенцова